# William Grylls Adams
William Grylls Adams (* 18. Februar 1836 in Laneast, Cornwall; † 10. April 1915) war ein britischer Physiker.
Er stammte aus einer wohlhabenden Landwirtsfamilie, war der jüngere Bruder des Astronomen John Couch Adams und studierte an der Universität Cambridge (St. John´s College) mit dem Abschluss 1855. Er war Professor für Physik (Natural Philosophy) am King’s College London. Zunächst war er dort ab 1863 als Lecturer Mitarbeiter von James Clerk Maxwell und nach dessen Weggang 1865 dessen Nachfolger. 1905 wurde er emeritiert.
Adams ist für seine Entdeckung der direkten Umwandlung von Licht in Elektrizität (Photoelektrischer Effekt) in Selen (genauer ein Selen-Platin-Übergang) mit seinem Studenten Richard Evans Day von 1876 bekannt (siehe Geschichte der Photovoltaik). Zuvor hatte Willoughby Smith 1873 gezeigt, dass die Leitfähigkeit von Selen-Platin-Elementen unter Lichtbestrahlung stieg. Der Wirkungsgrad war mit etwa 1 Prozent noch zu gering für wirtschaftliche Anwendungen, die Entdeckung stand aber am Beginn der Entwicklung von Solarzellen (Selenzelle), bei denen erst 1954 an den Bell Laboratories in den USA ein Durchbruch mit der Verwendung von Silizium gelang.
Außerdem befasste er sich mit Dynamos und anderen Gebieten der Elektrotechnik. Außerdem befasste er sich mit Erdmagnetismus (im Rahmen seiner Verbindung mit dem Observatorium in Kew) und unternahm eine Untersuchung darüber, ob Ölbefeuerung oder elektrische Beleuchtung besser für Leuchttürme ist.
Er war Fellow der Royal Society (1872) und 1880 Präsident der Abteilung Mathematik und Physik der British Association. 1875 hielt er die Bakerian Lecture (On the Forms of Equipotential Curves and Surfaces and on Lines of Flow). 1878 bis 1880 war er Präsident der Physical Society of London.
Er gab die nachgelassenen Abhandlungen und Manuskripte seines Bruders heraus (1896, 1901).

## Schriften
- mit Richard E. Day: The Action of Light on Selenium. In: Proceedings of the Royal Society of London. Bd. 25, 1876/1877, S. 113–117, JSTOR:113462.